# Bathyphantes chico
Bathyphantes chico är en spindelart som beskrevs av Ivie 1969. Bathyphantes chico ingår i släktet Bathyphantes och familjen täckvävarspindlar. Inga underarter finns listade.